# ФАП 1118
ФАП 1118 — сербский военный грузовой автомобиль производства автозавода ФАП. Выпускается серийно с 2010 года. Базируется на серии немецких грузовиков Mercedes-Benz NG.

## История
Грузовой автомобиль ФАП 1118 был разработан в 2010 году автозаводом ФАП в сотрудничестве с белградским Военно-техническим институтом и Центром технических испытаний с целью замены устаревших грузовиков ТАМ в вооружённых силах Сербии. Была выпущена опытная партия из 5 автомобилей, которая успешно прошла полевые испытания. 21 марта 2011 года в армию была передана нулевая партия из 32 грузовиков, а позднее к концу года переданы ещё 38. Общая стоимость первой поставки составила около 4 миллионов евро.
В 2012 году армия Сербии получила ещё 68 машин. В городе Кралево были проведены демонстрационные учения для улучшения технических характеристик транспортного средства ФАП 1118.